# 系统分析

伽利略定位系統的系統分析架構

系统分析，旨在研究特定系统结构中各部分（各子系统）的相互作用，系统的对外接口与界面，以及该系统整体的行为、功能和局限，从而为系统未来的变迁与有关决策提供参考和依据。  系统分析的经常目标之一，在于改善决策过程及系统性能，以期达到系统的整体最优。
系统分析被看作是系统工程的一个重要程序和核心组成部分，以及系统理论的一项应用。 在系统开发生命周期中，系统分析阶段先于系统设计，是系统开发前期不可或缺的工作。 系统分析大量借用数学模型、数学分析、计算机模拟等定量分析方法，试图在具有不确定约束或边界条件的情况下，对系统要素进行综合分析、描述，得出较为准确或合理的结论。
在信息技术领域，系统分析的发展相对比较成熟，并与计算机系统及软件工程中的需求分析有着密切的关系。 随着计算机技术、运筹学的普及以及结构化分析、规约语言等系统分析方法的发展，系统分析方法在跨学科领域也获得日益广泛的应用，被用于研究、分析、改善许多复杂系统。 